# Jerry Garcia Band (album)
Pour le groupe, voir Jerry García Band.
Jerry García Band est le second album, et le premier en concert du Jerry García Band. Il a été enregistré au printemps  1990 au Warfield Theatre (en) à San Francisco et sorti le 27 août 1991.

## Les chansons

### Disque 1
1. "The Way You Do the Things You Do" (William Robinson Jr., Robert "Bobby" Rogers) – 8:08
2. "Waiting for a Miracle" (Bruce Cockburn) – 5:54
3. "Simple Twist of Fate" (Bob Dylan) – 11:54
4. "Get Out of My Life" (Allen Toussaint) – 8:53
5. "My Sisters and Brothers" (Charles Johnson) – 4:17
6. "I Shall Be Released" (Dylan) – 9:26
7. "Dear Prudence" (John Lennon, Paul McCartney) – 11:41
8. "Deal" (Robert Hunter, Jerry Garcia) – 8:38

### Disque 2
1. "Stop That Train" (Peter Tosh) – 8:51
2. "Señor (Tales of Yankee Power)" (Dylan) – 7:43
3. "Evangeline" (David Hidalgo, Louis Perez) – 4:47
4. "The Night They Drove Old Dixie Down" (Robbie Robertson) – 9:36
5. "Don't Let Go" (Jesse Stone) – 17:16
6. "That Lucky Old Sun" (Haven Gillespie, Beasley Smith) – 11:32
7. "Tangled up in Blue" (Dylan) – 12:16

## Jerry García Band
- Jerry Garcia – guitare, chant
- Gloria Jones – chant
- John Kahn – basse
- David Kemper – batterie
- Jackie LaBranch – chant
- Melvin Seals – claviers